# 陈亚珠
陈亚珠（1936年7月23日—），女，浙江宁波人，中国高压电专家、生物工程学专家，中国工程院院士。现任上海交通大学生物医学仪器研究所所长。曾研制“肾结石体外粉碎机”、“前列腺增生热疗仪”、“磁波刀”、“超波刀”等大型无创医疗设备。

## 生平
1936年7月23日生于浙江省宁波市。1962年毕业于上海交通大学。

## 奖项和荣誉
1996年当选为中国工程院院士。
2020年獲得2019年度“上海市科技功臣奖”。